# Musikjahr 1548
Liste der Musikjahre

◄◄ | ◄ | 1544 | 1545 | 1546 | 1547 | Musikjahr 1548 | 1549 | 1550 | 1551 | 1552 | ► | ►►

Weitere Ereignisse
Dieser Artikel behandelt das Musikjahr 1548.

## Ereignisse

### Heiliges Römisches Reich

#### Hofkapelle von Kaiser Karl V.
- Thomas Crécquillon ist seit dem Jahr 1540 „maistre de la chapelle“ am Hof von Kaiser Karl V. Die Hofkapelle begleitet den Kaiser auch auf dessen Reisen. Aufenthalte in Deutschland in 1545 sowie zwischen 1546 und 1548 sind belegt. Seine Aufenthalte mögen zu der relativ weiten Verbreitung seiner Werke beigetragen haben.
- Nicolas Payen wirkt seit 1540 in der Hofkapelle von Kaiser Karl V. als clerc d’oratoire und chapelain des hautes messes. Im Jahr 1548, in der Zeit des „Augsburger Interims“, erscheint in Augsburg eine Motettensammlung (Anthologie) mit dem Titel „Ab eximiis et praestantibus Caesarea Maiestatis Capellae musicis“; hier ist unter den Autoren Cornelius Canis (um 1506 – 1561), Thomas Crécquillon (um 1508 – 1557) und Jean Lestainnier auch der Name von Nicolas Payen aufgeführt.

#### Hofkapelle der Regentin Maria von Ungarn
- Benedictus Appenzeller ist seit 1536 Sänger am habsburgischen Hof der Regentin Maria von Ungarn in Brüssel und seit 1537 Leiter der Chorknaben (maître des enfants).

#### Hochstift Lüttich
- Ludovicus Episcopius wirkt ab 19. Oktober 1545 als zangmeester an der Kollegiatkirche St. Servatius in Maastricht. Er bekommt mehrere Benefizien und wird Mitglied der Bruderschaft der Kapläne als einer der scriptores chori. Diese Stellung behält er bis ins Jahr 1566.
- Jean De Latre ist seit November 1544 in der Nachfolge von Adam Lauri succentor an der Kirche St. Martin in Lüttich. Er leitet die Kapelle der Kirche fast 20 Jahre lang mit Geschick und Erfolg. Ebenfalls seit 1544 wirkt De Latre als Kapellmeister des Lütticher Fürstbischofs Georg von Österreich, einem humanistisch gesinnten Musikfreund. Hier hat er den Nutzen wichtiger Kontakte zu anderen Künstlern wie Lambert Lombard (1506–1566) und Franciscus Florius (1516–1570) und zu weiteren wichtigen Personen im Umkreis des Bischofs.

#### Grafschaft Hennegau
- Jacobus Clemens non Papa ist möglicherweise Chorleiter bei Philippe de Croy († 1549), Herzog von Aarschot und Feldherr von Kaiser Karl V., weil mehrere seiner Staatsmotetten auf den Herzog oder auf den Kaiser verweisen.

#### Grafschaft Flandern
- Jean Richafort, der im Mai 1543 an der Kirche St. Gilles in Brügge als Singmeister und kapelaan van den ontfanc als Nachfolger von Adriaen Landsheere seinen Amtsantritt hatte und knapp ein Jahr später, April 1544, durch Jan Bart ersetzt wurde, übernahm nach dessen Tod dieses Amt im Juni 1548 ein weiteres Mal.

#### Markgrafschaft Antwerpen
- Antoine Barbé hat – nach den Akten der Kathedrale von Antwerpen – von 1527 bis 1562 die Stelle des Kapellmeisters inne. Nach dem Tod seiner Frau nimmt Barbé den Priesterberuf an. Es wird berichtet, dass er im gleichen Jahr 1548, wie sein ältester Sohn, die erste Messe gelesen hat.
- Tielman Susato, der 1543 in Antwerpen ein dreijähriges Druckerprivileg erhalten und hier eine Druckerei eröffnet hat, bringt in den Jahren zwischen 1543 und 1561 drei Bände mit Messkompositionen heraus, 19 Motetten- und 22 Chansonbücher, darüber hinaus eine Serie mit elf Bänden Musyck Boexken. Seine Publikationen sind in der Mehrheit Sammelbände mit Werken mehrerer Komponisten. Seit 1531 ist Susato Mitglied der Antwerpener Stadtmusikanten; er spielt die Instrumente Flöte, Blockflöte, Krummhorn, Feldtrompete und Posaune und hat vielleicht auch die abendlichen Andachten der Bruderschaft begleitet.
- Gérard de Turnhout ist seit dem Jahr 1545 Chorsänger an der Liebfrauenkirche in Antwerpen.

#### Erzstift Cambrai
- Im Jahr 1548 und später mehrfach bis 1556 erscheint ein Philippe de Monte als petit vicaire an der Kathedrale von Cambrai; ob es sich dabei um den Komponisten handelt, ist nicht ganz sicher.

#### Tournai
- Nicolas Gombert ist Kanoniker in Tournai, wo er seit 1534 eine kirchliche Sinekure innehat. Sein Name erscheint nicht in der Liste der Geistlichen, die in Tournai Messen gelesen haben, und er übt wohl keine priesterlichen Funktionen mehr aus. Hier dürfte er auch Pierre de Manchicourt kennen gelernt haben.
- Pierre de Manchicourt ist seit 1545 Kapellmeister und Lehrer der Chorknaben an der Kathedrale von Tournai.

#### Fürstentum Ansbach
- Caspar Othmayr ist Propst von St. Gumbertus in Ansbach. Er verliert diese Stelle allerdings bald wegen theologischer Differenzen. Othmayr gilt als einer der besten Meister des Liedsatzes um die Mitte des 16. Jahrhunderts. Die wichtigsten Werke komponiert er zwischen 1545 und 1550.

#### Kurfürstentum Brandenburg
- Adrianus Petit Coclico ist von 1547 bis 1550 am Hof von Herzog Albrecht von Brandenburg in Königsberg tätig, wo er in der Gehaltsliste als „musicus“ bezeichnet wird.

#### Kurfürstentum Sachsen
- Wolfgang Figulus, der sich im Herbst 1547 an der Universität Viadrina in Frankfurt (Oder) immatrikuliert hat, wechselt bereits zum Winter 1547/48 an die Universität Leipzig, wo er im Jahre 1549 auch Musikvorlesungen halten wird.
- Hermann Finck ist seit 1545 Student an der Universität Wittenberg. Hier wird er ab dem Jahr 1554 Gesang und Instrumentalmusik lehren.
- Georg Rhau, der sich Ende 1522 in Wittenberg als Drucker niedergelassen hat, betreibt bis zu seinem Tode im Jahr 1548 hier eine Buchdruckerei. Die Musikdrucke Georg Rhaus sind das bedeutendste Zeugnis für die musikalischen Anschauungen und Absichten des Kreises um Martin Luther.
- Johann Walter wird 1548 von Kurfürst Moritz zum Kapellmeister seiner neu gegründeten Hofkantorei ernannt, doch diesen hohen Posten füllt Walter aufgrund kirchenpolitischer und musikalischer Konflikte (Leipziger Interim, Engagement ausländischer Musiker) nicht lange aus.

#### Erzstift Magdeburg
- Martin Agricola ist Kantor in Magdeburg.

#### Reichsstadt Nürnberg
- Georg Forster, der seit Anfang 1545 und bis Ostern 1547 als „gemeiner Stadt Doctor“ in seiner Heimatstadt Amberg gewirkt hat, geht 1548 nach Nürnberg, wo er zum Leibarzt von Abt Friedrich zu Hailsbronn ernannt wird. In Nürnberg bleibt er 20 Jahre bis zu seinem Tod.

#### Kurpfalz
- Jobst von Brandt, der ab 1530 in Heidelberg u. a. bei Lorenz Lemlin Musik studiert hatte, aber nach der musikalischen Ausbildung einen außermusikalischen Beruf als Verwaltungsbeamter ergriffen hatte, wird 1548 Hauptmann in Waldsassen (Oberpfalz) und Verwalter des dortigen Klosters sowie Pfleger von Liebenstein bei Tirschenreuth.
- Sebastian Ochsenkun ist seit 1544 Lautenmeister am kurpfälzischen Hof in Heidelberg.

#### Freiburg im Breisgau

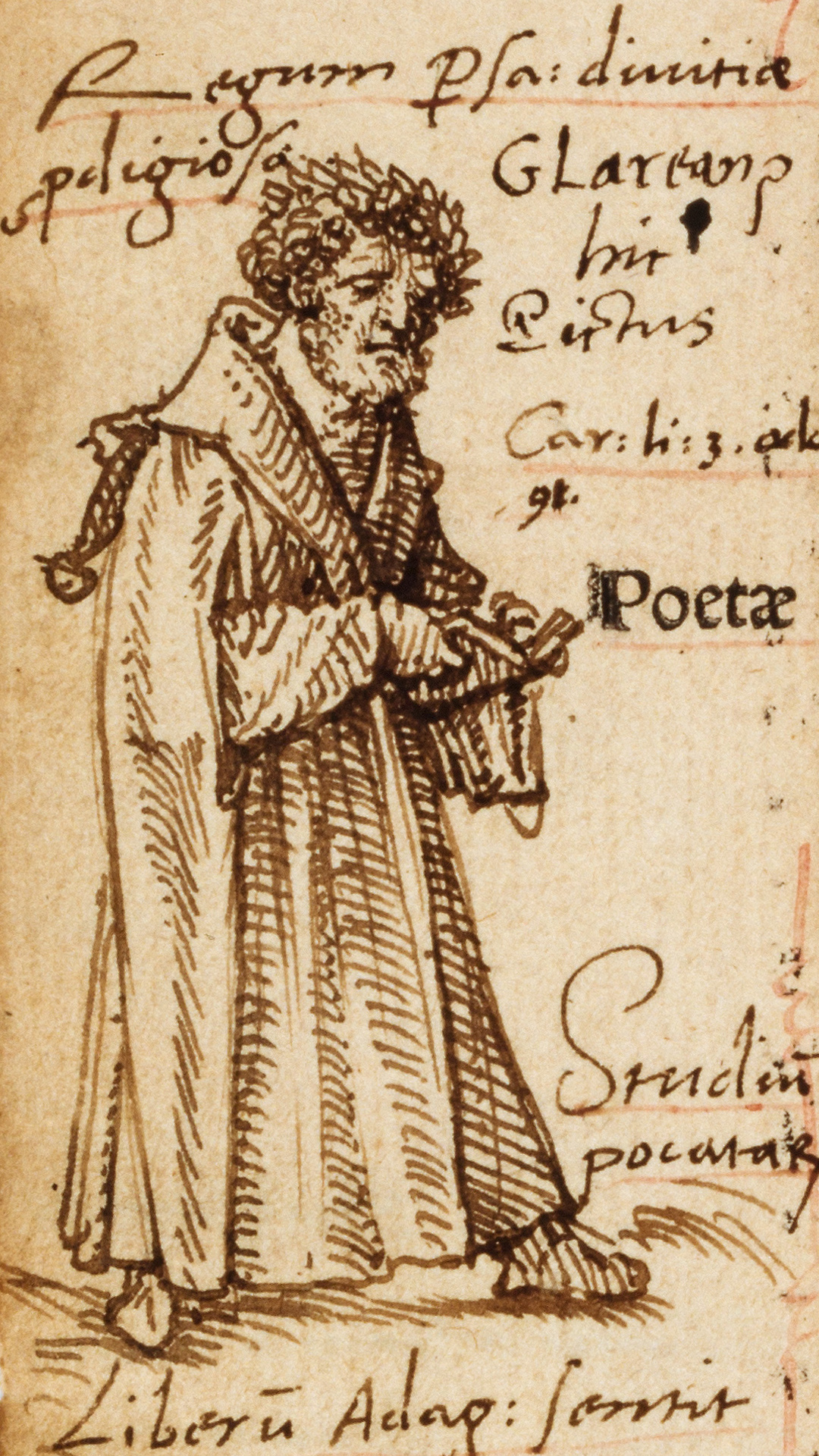
Heinrich Glarean, Federzeichnung von Hans Holbein dem Jüngeren

- Glarean ist seit 1529 Professor der Poetik in Freiburg im Breisgau. Dort lehrt er bis zu seiner Emeritierung 1560 Poetik, Geschichte und Geografie.

#### Herzogtum Württemberg
- Sigmund Hemmel ist seit 1544 Tenorist in der Hofkapelle von Herzog Ulrich von Württemberg in Stuttgart.

#### Straßburg
- Wolfgang Dachstein ist seit 1541 Organist am Straßburger Münster und zugleich Musiklehrer am dortigen Gymnasium. Er fügt sich dem Augsburger Interim und bleibt dadurch in seinem Amt.

#### Erzherzogtum Österreich
- Arnold von Bruck, der seit der zweiten Jahreshälfte 1527 in Wien Kapellmeister des österreichischen Regenten Erzherzog Ferdinand (des späteren Königs und Kaisers Ferdinand I.) war, lebt ab dem Jahr 1548 nachweislich in Linz, wo er schon seit dem Jahr 1543 an der Trinitätskapelle des Linzer Doms die hochangesehene und bestdotierte Dreifaltigkeitspfründe (Beneficium Sanctae Trinitatis) besitzt; dienstliche Pflichten muss er hier nicht wahrnehmen.

#### Königreich Böhmen
- Nikolaus Herman ist Kantor und Lehrer an der Lateinschule in St. Joachimsthal. Hier arbeitet er unter anderem mit Johannes Mathesius zusammen, der dort ab 1532 als Rektor der Schule und ab 1540 als Pfarrer amtiert.

#### Alte Eidgenossenschaft
- Loys Bourgeois ist spätestens seit 1545 Kantor und Lehrer an der Kathedrale Saint-Pierre in Genf und in der städtischen Pfarrei Saint-Gervais.
- Eustorg de Beaulieu, der Pfarrer in Thierrens und Moudon im Kanton Waadt war und 1547 sein Pfarramt niedergelegt hat (nach anderen Quellen wurde er des Amtes enthoben) hält sich danach für ein Jahr in Biel auf. Im Mai 1548 schreibt er sich an der Universität Basel ein und veröffentlicht mit dem Espinglier des filles ein letztes Werk, das der humanistisch gebildete Jurist Bonifacius Amerbach als Freund und Förderer unterstützt.
- Guillaume Franc ist seit 1545 Kantor an der Kathedrale und Lehrer an der Akademie in Lausanne.

#### Herzogtum Modena und Reggio
- Cipriano de Rore, der 1546 von Herzog Ercole II. d’Este (1508–1559) als Kapellmeister an seinen Hof nach Ferrara geholt wurde, wirkt hier fast zwölf Jahre lang fast ohne Unterbrechung, nachdem Ferrara zuvor schon als herausragendes Zentrum der Künste, besonders der Musik, bekannt ist. Während dieser Zeit schreibt de Rore dort mindestens 107 Werke für die Familie d’Este sowie für Mitglieder der geistlichen und weltlichen Oberschicht Europas. 1548 veröffentlicht er in Venedig sein drittes Madrigalbuch Il terzo libro di madrigali.

#### Herzogtum Toskana
- Paolo Aretino, der bis 1547 als Kantor am Dom von Arezzo gewirkt hat, ist danach bis zu seinem Tode an Santa Maria della Pieve, ebenfalls in Arezzo, tätig.
- Francesco Corteccia steht seit dem Jahr 1539 im Dienst der Familie de’ Medici und bekleidet die Stelle des Kapellmeisters am Hofe des Herzogs Cosimo I.
- Nicolao Dorati wirkt seit 1543 in der Stadtkapelle von Lucca, zunächst als Posaunist und ab 1557 für über zwanzig Jahre als Kapellmeister.
- Matteo Rampollini steht in den Diensten der Medici in Florenz. Offenbar bleibt Rampolini sein ganzes Leben für die Medici tätig. Zwischen 1547 und 1552 lebt er anscheinend mit seinem Bruder Jacopo im Viertel Santa Croce zusammen.

### Königreich England

#### Chapel Royal von Eduard VI.
- Thomas Tallis, der 1543 zum „Gentleman of the Chapel Royal“ – also zum „Gentleman“ der Königlichen Kapelle – in London ernannt wurde, bekleidet dieses Amt in den folgenden vierzig Jahren.

#### Diözese Ely
- Christopher Tye, der an der Universität Cambridge studierte und dort und in Oxford im Fach Musik promovierte, ist seit ca. 1543 Master of the Choristers an der Kathedrale von Ely und hat diese Stellung bis 1561 inne.

### Königreich Frankreich

#### Chapelle Royale von Heinrich II.
- Jacotin Le Bel ist Mitglied der Hofkapelle des französischen Königs Heinrich II.
- Pierre Sandrin, der Doyen des Klosterkapitels von Saint-Florent-de-Roye in der Picardie war, ist seit 1543 Doyen in der Chapelle Royale. Zwischen 1538 und 1549 veröffentlicht er etwa 50 vierstimmige Gesänge. Darunter befinden sich Puisque vivre en servitute (1548), Puisque de vous oder Douce mémoire nach einem Text von Franz I. Das letztgenannte Werk wird mehrmals bei verschiedenen flämischen Verlegern neu aufgelegt und ist in ganz Europa bestens bekannt. Verschiedene Komponisten werden sich der Melodie annehmen, so Diego Ortiz, Tielman Susato und Cyprian de Rore (1516–1565).
- Claudin de Sermisy ist Mitglied der Hofkapelle. Ab dem Jahr 1533 ist der Komponist als sous-maître über alle Musiker der königlichen Kapelle tätig; die administrative Leitung hat Kardinal François de Tournon, ein enger Vertrauter des Königs. Als sous-maître leitet de Sermisy die Aufführungen der etwa 40 erwachsenen Sänger und sechs Chorknaben, welche die königliche Kapelle während der 1530er und 1540er Jahre besitzt; darüber hinaus ist er für das Wohl der Knaben verantwortlich und hat die Aufsicht über die liturgischen und musikalischen Bücher der Kapelle. Er übt dieses Amt bis etwa 1553 aus und teilt sich den Titel und die Aufgaben 1543–1547 mit Louis Hérault de Servissas, kurze Zeit mit Guillaume Belinund 1547–1553 mit Hilaire Rousseau.

#### Angers
- Clément Janequin ist seit 1534 Kapellmeister der Kathedrale von Angers.

#### Lyon
- Die von Henry Fresneau überlieferten Kompositionen lassen den Schluss zu, dass er seit 1538 und bis 1554 in Lyon gewirkt hat.

#### Paris
- Pierre Attaingnant, der um 1527/1528 eine Variante des Notendrucks erfunden hat, die das Drucken in einem Arbeitsgang erlaubt, veröffentlicht von 1528 bis 1552 in Paris mehr als 50 Chansonsammlungen und einige „Tanzbücher“.
- Pierre Certon wirkt seit 1529 in Paris an Notre-Dame und ist hier seit 1542 Leiter des Knabenchores.

### Italienische Staaten

#### Herzogtum Mailand
- Pietro Paolo Borrono veröffentlicht 1548 in Mailand weitere Kompositionen für Laute in der Sammlung Intavolatura di lauto dell'eccellente, zusammen mit Kompositionen seines berühmten Zeitgenossen und Lehrers Francesco da Milano.

#### Kirchenstaat
- Jakob Arcadelt, der krankheitsbedingt zwischen dem 10. November 1545 und dem 16. April 1546 nicht im Dienst war, und ab 6. Mai 1546 einen über einjährigen Heimaturlaub genommen hatte, kehrt am 28. Mai 1547 nach Rom zurück und ist seitdem wieder als maestro di cappella in der Capella Sistina tätig.
- Leonardo Barré, ein Schüler von Adrian Willaert in Venedig, ist seit 1537 Sänger der päpstlichen Kapelle in Rom. Diese Anstellung behält er bis 1555.
- Ghiselin Danckerts ist seit 1538 Sänger der päpstlichen Kapelle in Rom. Er wird dieses Amt bis 1565 ausüben.
- Domenico Ferrabosco, der zunächst in seiner Heimatstadt Bologna als Sänger und Kapellmeister an St. Petronio wirkte, ist seit 1546 Kapellmeister der Cappella Giulia am Petersdom in Rom.
- Jacobus de Kerle hat von 1548 bis etwa 1550 und erneut wieder ab 1555 an der Kathedrale von Orvieto als Magister capellae gewirkt. Ob der Komponist vor seiner Reise nach Italien schon die Priesterweihe bekam oder erst dort, ist offen. In Orvieto war es seine Aufgabe, die Chorknaben zu unterrichten, in der Kapelle als Sänger mitzuwirken und den Dienst an der Orgel und am Glockenspiel zu versehen.
- Giovanni Pierluigi da Palestrina hat die Verpflichtung zur täglichen Leitung des Chorgesangs bei der Feier von Messe, Vesper und Komplet in der Kathedrale San Agapito seiner Heimatstadt Palestrina. Dazu hat er sich am 28. Oktober 1544 in einen Vertrag mit den Kanonikern der Kathedrale verpflichtet. Zu seinen weiteren Aufgaben gehört auch an Festtagen die Orgel zu spielen und außerdem Kanonikern und Chorknaben musikalischen Unterricht zu geben.
- François Roussel, der möglicherweise als Sängerknabe nach Rom gelangte und seit 1544 Musiker im Gefolge des Kardinals Alessandro Farnese war, ist von 1548 bis 1550 als magister puerorum der Cappella Giulia am Petersdom tätig.

#### Markgrafschaft Montferrat
- Jachet de Mantua ist spätestens seit 1535 Magister der Kapellknaben und Kapellmeister an der Kathedrale St. Peter und Paul in Mantua. In Mantua hat er durch seine direkte Unterstellung unter den Kardinal eine Sonderstellung inne. Seine Bekanntheit beruht auch auf zahlreichen Veröffentlichungen seiner Werke, mit der Folge, dass sehr viele zeitgenössische Autoren sich in ihren Schriften mit seinem Wirken auseinandersetzen.

#### Königreich Sizilien
- Orlando di Lasso, der im Herbst 1544 seine Heimatstadt im Dienst von Ferrante I. Gonzaga, Vizekönig von Sizilien und Feldherr von Kaiser Karl V. verlassen hat und mit ihm über Fontainebleau zunächst nach Mantua und Genua gereist ist, weilt seit 1. November 1545 in Palermo auf Sizilien. Hier erhält Orlando Zugang zu den Kreisen des heimischen Adels. Auch lernt er auf dieser und den folgenden Reisen durch Italien die dortige Volksmusik und die Improvisation der Commedia dell’Arte kennen, was ihn zu seinen ersten eigenen Kompositionsversuchen anregt.

#### Herzogtum Urbino
- Dominique Phinot ist – wie zwei Dokumente aus dem Archiv der Stadt Urbino, datiert auf den 26. März 1545 und auf den 20. November 1555, belegen – bei Herzog Guidobaldo II. von Urbino angestellt. In Lyon werden von den Verlegern G. und M. Beringen 1547/48 vier umfangreiche Einzeldrucke seiner Motetten und Chansons für vier bis acht Stimmen gedruckt.

#### Republik Venedig
- Jacquet de Berchem, der 1546 Venedig verlassen hat, dient einige Zeit an der Kathedrale von Verona als maestro di cappella.
- Jakob Buus ist seit dem 15. Juli 1541 Organist der 2. Orgel des Markusdoms in Venedig.
- Antonio Gardano, der seit 1532 in Venedig lebt und hier einen Musikverlag und eine Druckerei gegründet hat, gibt zwischen 1538 und 1569 rund 450 Publikationen, vor allem Madrigale und geistliche Musik heraus. Von den noch 388 erhaltenen Drucken sind nur zwei nicht musikalischen Inhalts.
- Girolamo Parabosco, ein Schüler von Adrian Willaert, der 1546 Florenz als Gast von Francesco Corteccia besucht hat, verbringt danach einige Zeit mit Reisen durch die norditalienischen Städte und geht dann nach Venedig zurück und wird erster Organist am Markusdom, was eine der berühmtesten musikalischen Stellen seiner Zeit in Italien ist.
- Francesco Patavino ist in Treviso als Kapellmeister tätig.
- Adrian Willaert ist seit dem 12. Dezember 1527 Domkapellmeister zu San Marco in Venedig. Der Komponist behält dieses Amt 35 Jahre lang bis zu seinem Tod; erst durch sein Wirken bekommt diese Stelle ihre in ganz Europa herausragende Bedeutung.

### Königreich Polen

#### Hofkapelle von Sigismund II. August
- Mikołaj Gomółka lebt am Hof von König Sigismund II. August von Polen. 1548 wird er Schüler eines königlichen Fistulators (hervorragende Instrumentalisten des Königs) namens Jan Klaus, bei dem er 10 Jahre verbringen wird.
- Wacław z Szamotuł ist seit dem 6. Mai 1547 Mitglied der königlichen Kapelle von König Sigismund II. August von Polen in Vilnius.

### Portugal
- Bartolomeo Trosylho wird 1548 Nachfolger von Francisco Rodrigues als Kapellmeister von König Johann III.

### Spanien

#### Hofkapelle von Karl V.
- Cornelius Canis ist seit Juni 1542 Nachfolger von Thomas Crécquillon als Hofkapellmeister der Grande Chapelle von Kaiser Karl V. in Madrid. Dem wachsenden Ruf von Canis als Komponist folgen prominente Veröffentlichungen seiner Werke. In dem Catalogus Familiae Totius aulae Caesareae (1547/1548) von Nicolaus Mameranus (1500–1567), dem Hofdichter Karls V., steht „Magister Cornelius Canis, Praefectus sacelli“ an der Spitze der Liste der Kapellmitglieder. Am 7. August 1548 erhält der Komponist eine besondere päpstliche Vergünstigung.
- Antonio de Cabezón unternimmt als Hoforganist Karls V. und später Philipps II. zwei Reisen quer durch Europa (von 1548 bis 1551 und von 1554 bis 1556) und lernt bedeutende Musiker anderer Höfe kennen. Dabei gibt es offensichtlich gegenseitige Beeinflussungen, so dass Cabezón einen wesentlichen Beitrag Spaniens zur Entwicklung der Musik für Tasteninstrumente leisten kann.

#### Jaen
- Francisco Guerrero, der seine erste musikalische Ausbildung als Chorknabe der Kathedrale von Sevilla von seinem älteren Bruder Pedro (* 1520) und durch Kapellmeister Pedro Fernández de Castilleja und auch Cristóbal de Morales erhielt, ist seit 1546 Kapellmeister der Kathedrale von Jaén.

#### La Seu d’Urgell
- Joan Brudieu ist Kapellmeister der Kathedrale von La Seu d’Urgell. 1548 wird er zum Kapellmeister auf Lebenszeit ernannt. Diese Position behält er – mit Unterbrechungen – bis kurz vor seinem Tode 1591.

#### Sevilla
- Alonso Mudarra ist seit dem 18. Oktober 1546 Kanoniker an der Kathedrale von Sevilla. In dieser Stadt hat er einen bedeutenden Einfluss auf das Musikleben und bleibt dort noch 34 Jahre bis an sein Lebensende. Zu seinen Aufgaben an der Kathedrale gehört die Leitung aller musikalischen Aktivitäten. Hierzu gehören die Beauftragung von Instrumentalisten, der Kauf und die Leitung des Aufbaus einer neuen Orgel und die enge Zusammenarbeit mit Komponisten für die vielfältigen festlichen Anlässe.

#### Valladolid
- Luis de Narváez, der seit den 1520er Jahren und bis zum Tod seines Dienstherren 1547 in Valladolid im Dienst von Francisco de los Cobos y Molina (1477–1547) stand, dient ab dem Jahr 1548 als Mitglied der Kapelle und Lehrer der Chorknaben dem Prinzen Philipp von Spanien, dem späteren König Philipp II.; zu seinen Kollegen gehört hier auch der berühmte Antonio de Cabezón, Komponist für Tasteninstrumente. Zusammen mit anderen Musikern reist Narváez mit seinem Dienstherrn ab Ende 1548 durch Italien, Deutschland und die Niederlande.

## Gründungen
- Am 22. September 1548 wird die Sächsische Staatskapelle Dresden im Auftrag des Kurfürsten Moritz von Sachsen von Johann Walter gegründet. Sie gilt heute als einziges noch existierendes Orchester, das über mehr als viereinhalb Jahrhunderte hinweg ununterbrochen musiziert hat.

## Instrumentalmusik

### Für Laute
- Giulio Abondante – Intabolatura di lautto, Libro 2 (Venedig): Noten und Audiodateien im International Music Score Library Project
- Pietro Paolo Borrono – Intavolatura di lauto dell'eccellente, (Giovanni) Antonio Casteliono, Mailand
- Francesco da Milano – Ricercar: Noten und Audiodateien im International Music Score Library Project
- Nicolas Payen – Il y a de lognon, Lauten-Intabulierung

## Vokalmusik

### Geistlich
- Arnold Caussin – Erstes Buch mit Motetten zu fünf Stimmen, Venedig
- Eliseo Ghibel – Motectorum cum 5 vocibus, Liber 1 (Venedig): Noten und Audiodateien im International Music Score Library Project
- Didier Lupi Second – Chansons spirituelles zu vier Stimmen, Lyon: Noten und Audiodateien im International Music Score Library Project; darin:
  - Chanson Susanne un jour zu vier Stimmen: Noten und Audiodateien im International Music Score Library Project
- Nicolas Payen
  - Motette Confitemur dilecta nostra zu vier Stimmen
  - Motette Convertemini ad me zu vier Stimmen
  - Motette Domine demonstrasti mihi zu vier Stimmen
  - Motette Domine Deus salutis zu vier Stimmen
  - Motette Resurrectio Christi zu vier Stimmen
- Dominique Phinot – Liber secundus mutetarum, sex, septem, et octo vocum (Lyon), darin:
  - Jam non dicam vos servos zu acht Stimmen
  - O sacrum convivium zu acht Stimmen
  - Sancta Trinitas zu acht Stimmen
  - Tanto tempore vobiscum sum zu acht Stimmen

### Weltlich
- Antonio Gardano (Hrsg.) – Madrigali de la fama, Venedig: Noten und Audiodateien im International Music Score Library Project
  - Cipriano de Rore: La bella netta ignuda
  - Cipriano de Rore: La giustizia immortale: Noten und Audiodateien im International Music Score Library Project
  - Cipriano de Rore: Anchor che col partire
  - Cipriano de Rore: L’inconstantia che sec’han le mortali cose
  - Cipriano de Rore: Quel foco che tanti anni
  - Cipriano de Rore: Com’havran fin le dolorose tempre
  - Cipriano de Rore: Chi con eterna legge
  - Francesco Dalla Viola: Lasso s’io tremo & vo co’l cor gelato
  - Francesco Dalla Viola: O quante volt’avien ch’io pregh’Amore
  - Francesco Dalla Viola: Cibo dolc’e soave
  - Francesco Dalla Viola: Come poss’io scoprirv’il mio desio
  - Francesco Dalla Viola: Altro che lagrimar gli occhi non ponno
  - Francesco Dalla Viola: Pensai ch’ad ambi’havesse tes’amore
  - Francesco Dalla Viola: Poi che nostro servir ha per mercede
  - Francesco Dalla Viola: Deh perche non credete
  - Francesco Dalla Viola: Vivo sol di speranza rimembrando
  - Francesco Dalla Viola: Siepi ch’el bel giardin
  - Francesco Dalla Viola: Chi non conosce Amore
  - Francesco Dalla Viola: Altri con lieiti suoni’e dolci accenti
  - Francesco Dalla Viola: Si vaga pastorella viddi l’altr’hier
  - Francesco Dalla Viola: La verginella e simile alla rosa zu vier Stimmen: Noten und Audiodateien im International Music Score Library Project
  - Francesco Dalla Viola: In picciol tempo passa’ogni gran pioggia
  - Francesco Dalla Viola: Felice chi dispensa il bel don de la mente
  - Francesco Dalla Viola: Occhi sopr’al mortal corso sereni
  - Francesco Dalla Viola: Mirando vostr’angelica bellezza
  - Francesco Manara: Pien d’un vago pensier che mi desvia
  - Francesco Manara: Lasso mi trov’amore
  - Francesco Manara: Tal’hor m’assal’in mezz’a tristi pianti
  - Francesco Manara: O che liev’e ingannar chi s’assicura
  - Francesco Manara: Il fiero passo’ove m’aggions’Amore
  - Francesco Manara: Amor dentr’al mio cor avolse’n venne
  - Francesco Manara: Amor scorta mi fosti a bell’imprese
  - Francesco Manara: Satiati Amor ch’al piu doglios’amante
  - Francesco Manara: Dolce’amoroso ardore spesso mi scorge
  - Francesco Manara: Tal guida fummi’l giovinil desio
  - Francesco Manara: Un si nuovo desio donna di voi m’hacceso
- Tuttovale Menon – Madrigali d’amore zu vier Stimmen
- Dominique Phinot
  - Premier livre contenant trente et sept chansons (Lyon), darin:
    - Laissez cela zu vier Stimmen
    - Taisez-vous donq zu vier Stimmen
    - Adieu Loyse zu acht Stimmen
    - Vivons, m’ayme zu acht Stimmen

  - Second livre contenant vingt et six chansons (Lyon), darin:
    - Je l’hay perdu zu vier Stimmen
    - Mort et amour zu vier Stimmen
    - Quand je pense au martire zu vier Stimmen
    - Par un trait d’or zu acht Stimmen
    - Qu’est-ce qu’amour? zu acht Stimmen
- Anselmo de Reulx – Madrigal S'io credessi per morte essere scarco zu vier Stimmen: Noten und Audiodateien im International Music Score Library Project
- Cipriano de Rore
  - Il terzo libro di madrigali a cinque voce, Venedig; darin:
    - Madrigal Qual donn' attend' à gloriosa fama zu fünf Stimmen: Noten und Audiodateien im International Music Score Library Project

  - Musica di Cipriano Rore sopra le stanze del Petrarcha, Venedig; darin:
    - Madrigal Ite rime dolenti zu fünf Stimmen: Noten und Audiodateien im International Music Score Library Project
    - Madrigal Scarco di doglia zu fünf Stimmen: Noten und Audiodateien im International Music Score Library Project
- Pierre de Villiers
  - Chanson Je n’entendz pas de Cupido me plaindre zu vier Stimmen: Noten und Audiodateien im International Music Score Library Project
  - Chanson Si ton plus grand desir zu vier Stimmen: Noten und Audiodateien im International Music Score Library Project
- Adrian Willaert – Chanson Qui la dira la peine de mon coeur zu drei Stimmen: Noten und Audiodateien im International Music Score Library Project

## Musiktheoretische Schriften

### Kompositionen
- Heinrich Faber – Compendiolum musicae, Nürnberg: Noten und Audiodateien im International Music Score Library Project; darin:
  - Heinrich Faber – 10 Bicinia: Noten und Audiodateien im International Music Score Library Project

## Geboren

### Geburtsdatum gesichert
- 07. Oktober: Juan Ginés Pérez, spanischer Kapellmeister und Komponist († 1612)
- 24. Dezember: Caspar Ulenberg, deutscher Theologe, Bibelübersetzer, Dichter und Komponist († 1617)

### Genaues Geburtsdatum unbekannt
- Franz Algermann, deutscher Kantor, Landfiskal, Notar und Schriftsteller († 1613)

### Geboren um 1548
- Giovanni de Macque, franko-flämischer Komponist, Organist und Kapellmeister († 1614)
- Francesco Soriano, italienischer Komponist († 1621)
- Tomás Luis de Victoria, spanischer Komponist († 1611)

## Gestorben

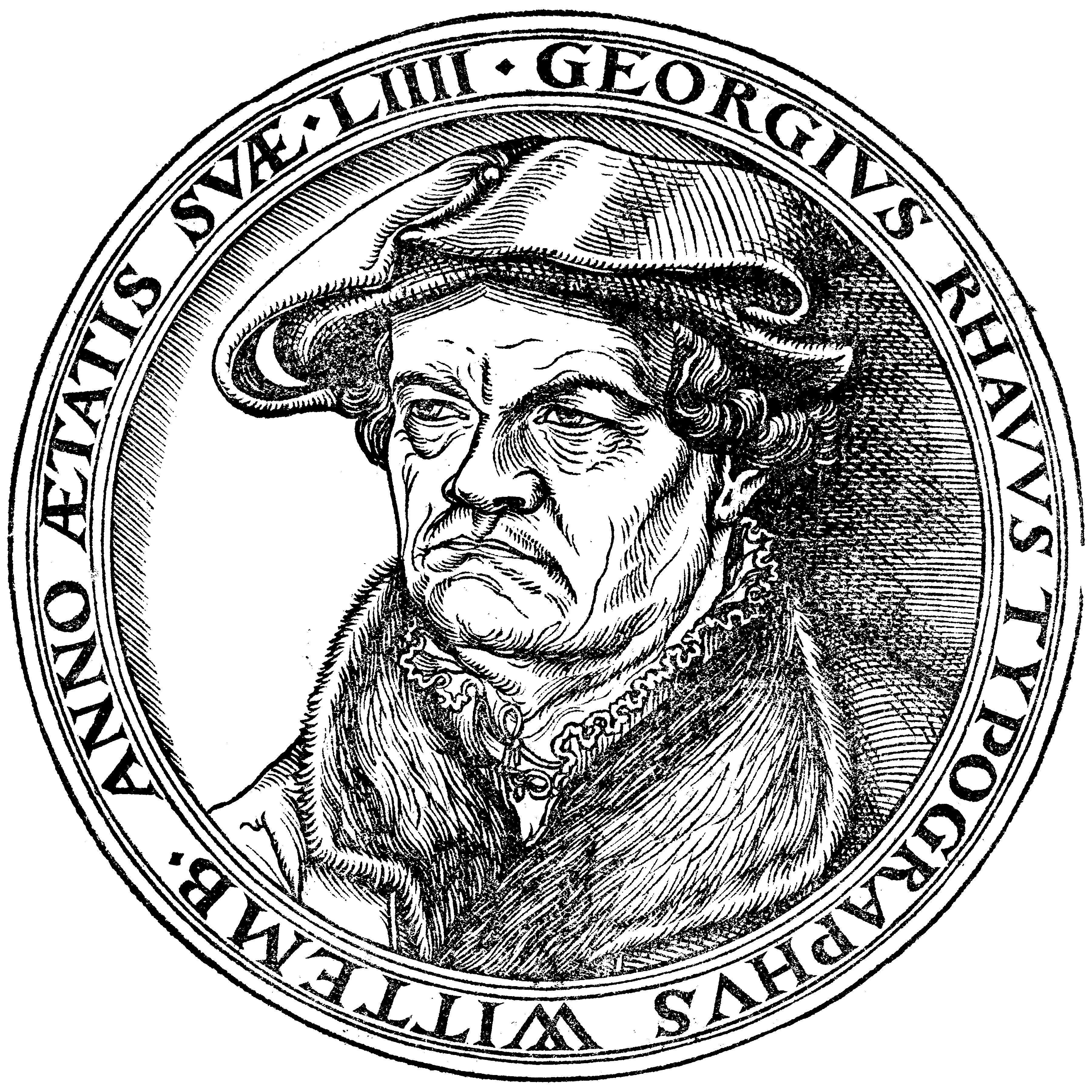
Georg Rhau; † 6. August

### Todesdatum gesichert
- 10. April: Giacomo Fogliano, italienischer Komponist, Organist und Orgelsachverständiger (* 1467 oder 1468)
- 14. Juni: Carpentras, französischer Renaissancekomponist (* um 1470)
- 06. August: Georg Rhau, deutscher Buchdrucker und Thomaskantor (* 1488)
- 21. Oktober: Sixt Dietrich, deutscher Komponist (* um 1494)

### Genaues Todesdatum unbekannt

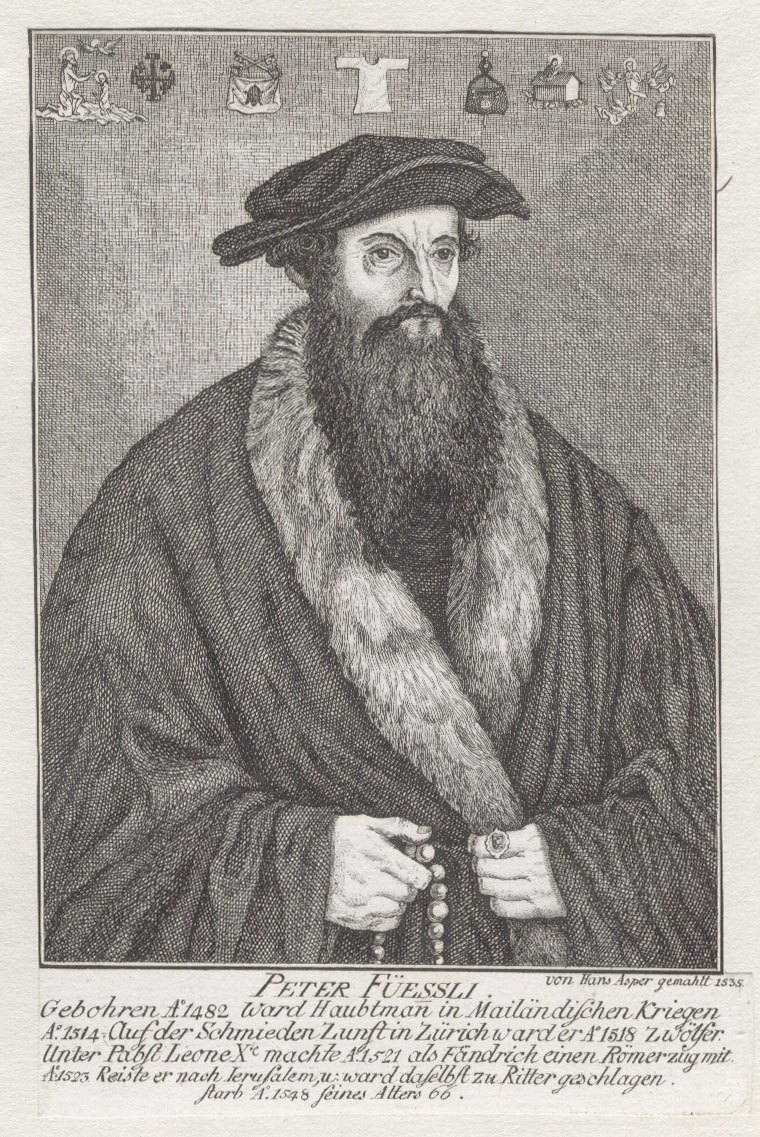
Peter Füssli

- Peter Füssli, Schweizer Glockengießer und Söldner (* 1482)
- Wolter Westerhues, Münsteraner Glocken- und Geschützgießer (* um 1470)

### Gestorben nach 1548
- Vincenzo Capirola, italienischer Lautenist und Komponist (* 1474)